# Marius Popa (muzician)
Marius Cătălin Popa (n. 1 aprilie 1979) este un muzician (solist vocal, compozitor, instrumentist) ce a făcut parte din trupe românești precum Foișorul de Foc, Spin, Latin Expres, Jukebox, Popas Band. 

## Activitate
- în anul 2000, înființează alături de Vali Rotari, trupa Foișorul de Foc, iar piesa copusă de Marius Popa și Cezar Zavate, Doar o zi, obține locul 2 la secțiunea "creație" a festivalului de muzică ușoară Mamaia, ediția 2000 [1]. În același an lansează albumul Lumea fără tine.

- în anul 2002 lansează albumul E altceva [2], alături de trupa Latin Expres cu care obține premiul de "Cel mai bun grup latino" al anului 2002, oferit de Societatea Română de Radiodifuziune, și cu care, în anul 2003, deschide concertul trupei Rafaga [3] la București, în Piața Constituției, în fața a 100.000 de spectatori.

- în anul 2004 înființează trupa Spin, alături de Cătălin Tuță Popescu și Roxana Andronescu, cu care reprezintă România la festivalul internațional Cerbul de Aur, ediția 2004 [4]. Lansează albumul 5P1N, având ca producător, MediaPro Music, iar extrasul pe single Nimeni pe drum stă 8 luni în Romanian Top 100 [5].

- din anul 2005, alături de trupa Jukebox, participă ca muzician și actor, timp de 5 sezoane la emisiunea Cronica cârcotașilor[6], cântecele satirice pe care le interpretează acolo fiind scrise integral de către el.

- în anul 2006 formează Popas Band cu care lansează albumul Flickering Hostile. Broadjam, promotor a 70.000 de artiști independenți din toată lumea, clasează piesa Dreaming, una dintre compozițiile sale de pe acest album, drept numărul 1 mondial la categoria "rock-funk" și numărul 1 în Europa de Sud, din toate categoriile muzicale, în luna septembrie a anului 2009. Piesa Strigă, tot compoziție a lui Marius Popa, se califică în finala concursului Eurovision - Selecția Națională a anului 2009 [7].
- din anul 2009 devine și prezentator la Radio Lynx [8], radio on-line românesc, emisiunea sa "Tu ce faci?" [9] având invitați precum Ioan Gyuri Pascu, Adrian Despot, Mihai Mărgineanu, Dan Teodorescu - Taxi, Luminița Anghel, Vlad Miriță și mulți alții.
- În 2014 face parte din echipa Cusurgiii, show tv de la Prima TV, ca muzician și actor, alături de Mihai Găinușă, Codruț Kegheș (Dezbrăcatu'), Oana Ioniță (Bebelușa Oana) și Octavian Păscuț (Mistrețu').
- începând cu anul 2015 începe să joace și în spectacole de teatru: Doi Galbeni (regia Mirela Bucur)[10], Tartuffe (regia Zalan Zakarias)[11], Mateiaș Gâscarul (regia Mirela Bucur)[12], Frumoasa din pădurea adormită (regia Ivacsony Laslo & Fazakas Misi), Zbor deasupra unui cuib de cuci (regia Eugen Gyemant), Richard III (regia Eugen Gyemant).
- În anul 2017 scrie muzica și este coautor al piesei de teatru musical Leul RA[13].
- în anul 2022 lansează albumul Povestea Leului RA alături de Popas Band.
- A scris muzica pentru spectacolele de teatru: Max und Moritz (regia Mirela Bucur), 7 (regia Sebastian Marina), Leul RA (regia Cezar Ghioca), Dreptul la muncă (regia Theo Herghelegiu), Der Fleck (regia Leta Popescu), Scene dintr-o căsnicie (regia Ioan Cărmăzan), Kunterbunt (regia Ana Craciun-Lambru), Peter Pan (regia Oana Leahu), De treci codrii (regia Eugen Gyemant), Oameni Obișnuiți (regia Vlad Massaci).

## Discografie
- Lumea fără tine - Foișorul de Foc (2001) - solist vocal, compozitor

1. Dacă tu ai putea (m: Cezar Zavate, t: Marius Popa)
2. Doar o zi (m: Cezar Zavate, t: Marius Popa)
3. Lumea fără tine (m & t: Marius Popa, Petre Cotarcea, Sorin Pătru, Vali Rotari)
4. Nu te-am uitat (m:Darren Hayes, Daniel Jones, t: Marius Popa)
5. Vreau tot (ce se poate) (m & t: Marius Popa, Petre Cotarcea, Sorin Pătru, Vali Rotari)
6. Dacă tu ai putea (latin mix) (m: Cezar Zavate, t: Marius Popa)
7. Iarna târziu (m & t: Marius Popa, Petre Cotarcea, Sorin Pătru, Vali Rotari)
8. Ard (m & t: Marius Popa, Petre Cotarcea, Sorin Pătru)
9. Mai bine așa (m & t: Marius Popa, Petre Cotarcea, Sorin Pătru)
10. Pleacă (m&t: Marius Popa)

- E altceva - Latin Expres (2002) - solist vocal, compozitor

1. Rămas bun (m & t: Marius Popa) [14]
2. Dansează pentru mine (m&t: Marius Popa, Sorin Pătru)
3. Cred că m-am îndrăgostit(m&t: Ionuț Pascu, Alex Ionescu, Dumitru Târțopan)
4. Dance for me tonight (m&t: Marius Popa, Sorin Pătru)
5. Ramas bun (radio edit) (m & t: Marius Popa)
6. Vara ești a mea (m&t: Marius Popa, Sorin Pătru)
7. E altceva (m&t: Marius Popa, Sorin Pătru)
8. Să fii gata (m&t: Marius Popa, Sorin Pătru)
9. Inima ta (m&t: Marius Popa, Alex Ionescu)
10. Seara mea (m&t: Marius Popa, Alex Ionescu)
11. O dragoste fără sfârșit (m&t: Marius Popa, Alex Ionescu)
12. Poate înțelegi (m&t: Marius Popa, Sorin Pătru, Vali Rotari)

- 5P1N - Spin (2004) - solist vocal, chitarist, compozitor

1. Nu am nimic (m&t: Marius Popa, Cătălin Tuță Popescu)
2. Praf în ochi (m&t: Cătălin Tuță Popescu)
3. Aiurea (m&t: Cătălin Tuță Popescu)
4. Sărut de jar (m&t: Marius Popa)
5. Nimeni pe drum (m&t: Cătălin Tuță Popescu, Roxana Andronescu) [15]
6. Mi-e dor (m&t: Cătălin Tuță Popescu, Roxana Andronescu)
7. Șansa (m&t: Cătălin Tuță Popescu, Roxana Andronescu) [16]
8. Amintiri (m&t: Cătălin Tuță Popescu, Roxana Andronescu)
9. Again (m&t: Cătălin Tuță Popescu, Roxana Andronescu)

- Flickering Hostile - Popas (2009) - solist vocal, compozitor

1. What you are (m&t: Marius Popa) [17]
2. I need you, I don't (m: Marius Popa, t: Marius Popa & Laura Luchian)
3. Dreaming (m&t: Marius Popa)
4. Flickering hostile (m&t: Marius Popa)
5. A little bit lost (m&t: Marius Popa)
6. Strigă (m&t: Marius Popa) [18]
7. Fata (na, na, na)(m&t: Marius Popa)
8. Ea mă minte (m&t: Marius Popa)
9. În cerc (m&t: Marius Popa)
10. Pleacă (m&t: Marius Popa)
11. Sărut de jar (m&t: Marius Popa)
12. Casa de nebuni (m&t: Marius Popa)
13. Sărut de jar (feat. 28 Degrees) (m&t: Marius Popa) [19]

- Povestea Leului RA - Popas (2022) - solist vocal, compozitor

1. E circul în oraș (m: Marius Popa, t: Marius Popa & Cezar Ghioca)
2. Important (m: Marius Popa, t: Marius Popa & Cezar Ghioca)
3. E noapte iar (m: Marius Popa, t: Marius Popa & Cezar Ghioca)
4. Toți pentru unul (m: Marius Popa, t: Marius Popa & Cezar Ghioca)
5. Singur prin vânt (m: Marius Popa, t: Marius Popa & Cezar Ghioca)
6. Departe (m: Marius Popa, t: Marius Popa & Cezar Ghioca)
7. Arenei i-e sete (m: Marius Popa, t: Marius Popa & Cezar Ghioca)
8. Didina (m: Marius Popa, t: Marius Popa & Cezar Ghioca)
9. Strălucind (m: Marius Popa, t: Marius Popa & Cezar Ghioca)
10. Trage o carte (m: Marius Popa, t: Marius Popa & Cezar Ghioca)
11. E circul meu (m: Marius Popa, t: Marius Popa & Cezar Ghioca)
12. E clipa mea (m: Marius Popa, t: Marius Popa & Cezar Ghioca)